# Dracula (miniserija)
Dracula je britanska televizijska miniserija ustvarjalcev Marka Gatissa in Stevena Moffata, ki je bila premierno predvajana v začetku leta 2020 na kanalu BBC One in spletno prek ponudnika Netflix.
Zgodba ohlapno temelji na istoimenskem romanu pisatelja Brama Stokerja in pripoveduje priredbo legende o slavnemu vampirju, grofu Drakuli, ki si prizadeva priti na novo lovišče v Anglijo in se zaplete v konflikt s potomkami legendarnega lovca na vampirje Van Helsinga. V naslovni vlogi je nastopil danski igralec Claes Bang, v drugih glavnih vlogah pa Dolly Wells in John Heffernan.
Tri epizode serije so bile predvajane na tri zaporedne dni od 1. do 3. januarja 2020. Kritiki so pohvalili zmes grozljivosti in humorja, četudi serija izvirniku ne sledi tesno.

## Igralska zasedba
- Claes Bang kot grof Drakula[3]
- Dolly Wells kot sestra Agatha Van Helsing/dr. Zoe Van Helsing
- John Heffernan kot Jonathan Harker
- Morfydd Clark kot Mina Murray
- Joanna Scanlan kot predstojnica samostana
- Lujza Richter kot Elena
- Jonathan Aris kot Captain Sokolov
- Sacha Dhawan kot Dr Sharma
- Nathan Stewart-Jarrett kot Adisa
- Clive Russell kot Valentin
- Catherine Schell kot grofica Valeria
- Patrick Walshe McBride kot Lord Ruthven
- Lily Dodsworth-Evans kot Dorabella
- Youssef Kerkour kot Olgaren
- Samuel Blenkin kot Piotr
- Alec Utgoff kot Abramoff
- Natasha Radski kot mati
- Lydia West kot Lucy Westenra
- Matthew Beard kot Jack Seward
- Mark Gatiss kot Frank Renfield
- Chanel Cresswell kot Kathleen
- Lyndsey Marshal kot Bloxham
- Paul Brennen kot poveljnik Irving
- John McCrea kot Zev
- Phil Dunster kot Quincey Morris
- Sarah Niles kot Meg

## Epizode
| Št. | Naslov                   | Režiser        | Avtor                        | Prvo predvajanje | Gledalcev (v milijonih) |
| --- | ------------------------ | -------------- | ---------------------------- | ---------------- | ----------------------- |
| 1 | "The Rules of the Beast" | Jonny Campbell | Mark Gatiss in Steven Moffat | 1. januar 2020   | 6,99                    |
| Sestra Agatha van Helsing v samostanu v Budimpešti izprašuje angleškega odvetnika Johathana Harkerja o njegovem obisku v gradu grofa Drakule v Transilvaniji. Tam naj bi Jonathan z Drakulo uredil zadnje formalnosti za nakup nepremičnine v Angliji, a ga je Drakula zadržal v gradu in se skrivaj hranil z njegovo krvjo, zaradi česar je postal spet mladosten in prevzel njegove spomine, da bi lahko prišel v Anglijo. Vedno slabotnejši Johathan pa je med raziskovanjem gradu našel druge prebivalce, nemrtve, ki jih je ugriznil Drakula. Na koncu je Drakula ubil Johathana. Ta je takoj spet oživel kot nemrtev in ušel s skokom v reko, a je njegov um ostal tako zamegljen, da ne prepozna svoje zaročenke Mine Murray, ki spremlja Agatho pri izpraševanju. Drakula takrat napade samostan, kar je Agatha pričakovala; želi si namreč preučiti vampirja, zato ga načrtno izziva. Jonathan in Mina medtem ostaneta sama. Ker se Johathan sam spreminja v vampirja, se komaj zadrži, da ne bi napadel Mine, nazadnje pa se obupan zabode v srce z ošiljenim količkom. Drakula po soočenju z Agatho najde Jonathana v zgornjem nadstropju in mu skozi okno pove, da samomor pri nemrtvih ne deluje. Obljubi, da ga bo dokončno ubil, če ga Jonathan povabi noter, kar je edini način, da vstopi v samostan. Jonathatan privoli, zato lahko Drakula vstopi, nakar pobije vse nune, Agatho ter Mino pa v kleti stisne v kot. Agatha se mu prepusti v zameno za Minino prostost.                                 |                          |                |                              |                  |                         |
| 2 | "Blood Vessel"           | Damon Thomas   | Mark Gatiss in Steven Moffat | 2. januar 2020   | 5,58                    |
| Drakula se vkrca na ladjo Demeter, ki jo je neznanec Balaur najel za plovbo do Anglije. Vsi ostali potniki so povezani z Balaurjem, ladja pa tovori tudi škatle prsti iz Transilvanije. Med plovbo začne Drakula pobijati potnike in prevzemati njihove spomine ter značaje. Izkaže se, da je on Balaur in da je skrbno izbral potnike, da bi se pripravil na vstop v angleško družbo. Preživeli preiščejo ladjo in najdejo že povsem oslabelo Agatho van Helsing v eni od kabin. Drakula, ki jo je počasi izpijal, jo poskuša okriviti za umore, a se ji posreči prepričati ostale, da je Drakula vampir. Z ognjem ga preženejo čez krov. Ko se približujejo angleški obali, se Drakula, ki se je bil skrival na ladji, ponovno pojavi. Agatha ga zamoti dovolj dolgo, da kapitan prižge smodnik in vrže ladjo v zrak, kar bi mu preprečilo doseči obalo. Drakula se takrat zapre v krsto s prstjo iz rodne Transilvanije in skupaj z njo potone. |                          |                |                              |                  |                         |
| 3 | "The Dark Compass"       | Paul McGuigan  | Mark Gatiss in Steven Moffat | 3. januar 2020   | 5,22                    |
| Drakula zleze iz krste in pride na kopno na plaži pri kraju Whitby. Pričaka ga dr. Zoe van Helsing in mu pove, da je minilo 123 let in da ga je ona zbudila. Drakula jo ugrizne, a mu zaradi njene krvi postane slabo. Nato ga ujamejo in ga zaprejo v laboratorij, kjer ga nameravajo preučiti. Vendar pa mu uspe stopiti v stik z odvetnikom, ki zagrozi, da bo razkril njihovo nezakonito operacijo, zato ga izpustijo. Zoe spije vzorec Drakulove krvi in začne doživljati spomine sestre Agathe. Medtem se Drakula zatreska v mlado Lucy Westenra z nihilističnimi nagnjenji, ki se ga ne boji. Prične ji piti kri in se jo nameni napraviti za svojo nevesto, s pomočjo odvetnika pa načrtuje, kako bo zavladal svetu. Lucy čez nekaj časa umre in oživi kot vampirka, ravno, ko jo svojci kremirajo. Zoe kmalu najde Drakulo v njegovem londonskem stanovanju. Sama umira za rakom, zaradi česar je njena kri za Drakulo strupena, ker pa je spila njegovo, se prične njena osebnost zlivati z Agathino. Pride tudi Lucy, ki je zgrožena, ko zagleda svojo zažgano podobo v ogledalu, zato jo na njeno prošnjo ubijejo. Nato Zoe, ki je razvozlala Drakulovo skrivnost, razpre zavese in ga izpostavi sončni svetlobi. Drakula sam je vidno presenečen, ko ga to ne zažge. Zoe razloži, da se je kot plemič strašno bal nečastne smrti, zato se je osramočen prepričal, da so legende resnične in se tako izločil iz družbe. Nato ona umre, Drakula pa spije njeno strupeno kri in umre še sam, obsijan s soncem. |                          |                |                              |                  |                         |

## Produkcija
Gatiss in Moffat, ki sta pred tem že sodelovala kot avtorja serije Sherlock, sta junija 2017 oznanila, da delata na novem skupnem projektu. Po njuni zamisli bi bil grof Drakula osrednji lik in ne le zlobnež v ozadju zgodbe, kot je v izvirniku. Oktobra 2018 sta serijo odkupila televizijska hiša BBC in ameriški ponudnik Netflix, produkcijo pa je prevzelo podjetje Hartswood Films. Novembra istega leta se je projektu pridružil Claes Bang kot glavni igralec.
Snemanje se je pričelo 4. marca 2019. Kot kulisa za grad grofa Drakule je služil Oravski grad na severu Slovaške, nekaj zunanjih prizorov pa so posneli še v vasi Zuberec in na pokopališču v britanskem Cavershamu. Večina prizorov je bila posneta v studiih Bray v Berkshiru. Snemanje je bilo končano 1. avgusta 2019.